# ستيفانوفو
ستيفانوفو (بالبلغارية: Стефаново)‏ قرية تقع إدارياً ضمن بلدية غابروفو ‏ في بلغاريا. ويبلغ عدد سكانها 6 نسمة حسب تعداد 15 مارس 2015. تعتمد ستيفانوفو للبريد على الرمز البريدي 5335.